# کیلدیر (داکوتای شمالی)
کیلدیر(به انگلیسی: Killdeer) شهری در ایالت داکوتای شمالی کشور ایالات متحده آمریکا است که جمعیت آن در سرشماری سال ۲۰۱۰ میلادی، ۷۵۱ نفر بوده‌است.